# Doña Bárbara
A Doña Bárbara egy 2008 és 2009 között futott amerikai-kolumbiai telenovella a Telemundo–RTI-től. Főszereplői: Edith González, Christian Meier, Génesis Rodríguez, Arap Bethke és Maritza Rodríguez. A sorozat 2008. augusztus 4-én került adásba a Telemundo csatornán. Magyarországon még nem vetítették.

## Történet
|  | Alább a cselekmény részletei következnek! |

Bárbara Gauaimarán (Edith González) egy gyönyörű nő, aki egy óriási folyó partján nőtt fel. Az apja egy kis hajó tulajdonosa volt, amivel élelmiszereket és gyógyszereket szállítottak a folyó partján fekvő falukba, így Bárbara hozzászokott az ottani férfiak nem éppen kellemes viselkedéséhez. Bárbara életébe azonban belépett a szerelem, a fiatal és jóképű Asdrúbal személyében, aki kifinomult viselkedésével teljesen más volt, mint a többi férfi. Asdrúbal mégis úgy döntött, hogy a hajón marad és harcba száll a többi férfival Bárbara szerelméért. A lány azonban első látásra beleszeret, ezzel azonban magára haragítja az apja hajóján dolgozó férfiakat, akik egy éjjel megölik Bárbara apját és szerelmét is, a lányt pedig megerőszakolják. Bárbarát egy indián törzs menti meg, akik megtanítják őt különféle rituálékra és varázslatokra, amelyekben Bárbara teljesen megbízik. Bárbara azonban teljesen megváltozva tér vissza a „civilizációba”. A kedves lány helyett egy rideg és önző nő tér vissza. Múlnak az évek és Bárbara úgy dönt, megszerzi magának a gazdag földbirtokost, Lorenzo Borquerót (Roberto Mateos). Nemsokára sikerül beköltöznie Lorenzo birtokára. Ezentúl mindenki csak Doña Bárbarának hívja, nem titkolt szándéka az, hogy megszerezze az összes szomszédos földet is. Ekkor lép be a történetbe Santos Luzardo (Christian Meier) ügyvéd, akinek egyetlen célja, hogy eladja az örökségét, az Altamira birtokot. Ám nem tudja, hogy ez teljesen tönkrement, amit Bárbarának és szeretőjének, a birtok intézőjének köszönhet. Santos a birtok eladása után Franciaországba szeretett volna költözni menyasszonyával, Luisanával. Bárbarának azonnal megtetszik az új szomszédja, és megtiltja cinkosainak, hogy megverjék Santost, úgy, mint annak idején Lorenzót. Lorenzo jelenleg szegényes körülmények között él Mariselával (Génesis Rodríguez), Bárbara lányával, akit nemsokára Santos is megismer. Santos azonban meg van döbbenve Marisela viselkedésén, ezért a saját birtokára költözteti Lorenzóval együtt és itt próbál belőle hölgyet varázsolni. Azonban nem számol azzal hogy Marisela beleszeret. Ezzel csak az a probléma, hogy Barbara is szerelmes Santosba, ezért óriási harc kezdődik anya és lánya között…
|  | Itt a vége a cselekmény részletezésének! |

## Szereplők
- Edith González – Bárbara Guaimarán "La Doña"
- Christian Meier – Santos Luzardo
- Génesis Rodríguez – Marisela Barquero
- Katie Barberi – Cecilia Vergel
- Arap Bethke – Antonio Sandoval
- Paulo Quevedo – Balbino Paiba
- Roberto Mateos – Lorenzo Barquero
- Lucho Velasco – Melquíades Gamarra "El Brujeador"
- Lucy Martínez – Eustaquia
- Andrés Ogilvie-Browne – Juan Primito
- Raúl Gutiérrez – Coronel Diógenes Pernalete
- Iván Rodríguez – Melesio Sandoval
- Tiberio Cruz – Juan Palacios "Pajarote"
- Martha Isabel Bolaños – Josefa
- Alberto Valdiri – Francisco Mujica
- Juan Pablo Shuk – Gonzalo Zuluaga
- Amparo Moreno – Casilda
- Daniela Tapia – Gervasia
- Mimi Morales – Altagracia
- Alejandra Sandoval – Genoveva
- Pedro Rendón – Carmelo López
- Gary Forero – León Mondragón
- Roberto Manrique – Maria Nieves González
- Paula Barreto – Luisana Requena
- Bibiana Corrales – Melesia
- Adriana Silva – Josefina
- Jimmie Bernal – William Danger
- Andrés Martínez – Tigre Mondragón
- Esmeralda Pinzón – Federica Pernalete
- Gabriel González – Baltazar Arias
- Guillermo Villa – Padre Pernía
- Oscar Salazar – Maurice Requena
- Naren Daryanani – Onza Mondragón
- Maritza Rodríguez – Asunción Vergel de Luzardo
- Marcelo Cezán – Florencio Reyes "El Quitadolores"
- Jencarlos Canela – Asdrúbal
- Herbert King – Encarnación Matute
- Humberto Arango – Humberto Chávez / Fidel Castell / El Sapo
- Sebastián Boscán – Néstor Peracaza
- Hernan Méndez – "Perro de agua"
- Hermes Camelo – José Tancredo Maduro "El Chepo"
- Julio Pachón – Nicolás Meléndez
- Juliana Posso – Lucía Matute
- Alejandro Tamayo – Andrés
- Julián Alvarez – Cosme
- Joseph Abadía – Acosta
- Felipe Calero
- Jaime Correa
- Alejandro Muñoz
- David Noreña
- Enrique Poveda
- Nicolás Votteler
- Nicolás Niño
- Edgar Durane
- Errssell Marca
- Luis Mesa

## Sugárzás a nagyvilágban
- Amerikai Egyesült Államok – Doña Bárbara – Telemundo
- Bulgária – Доня Барбара – PRO.BG
- Horvátország – Doña Bárbara – Nova TV
- Észak-Macedónia – Дона Барбара – Sitel TV
- Montenegró – Donja Barbara – TV In
- Románia – Doña Bárbara – Acasa TV
- Szerbia – Donja Barbara – A helyi TV-adók és Pink Soap
- Egyesült Arab Emírségek – دونا باربارا – MBC +DRAMA

## Fordítás
- Ez a szócikk részben vagy egészben  a   Doña Bárbara (Telemundo series) című angol Wikipédia-szócikk fordításán alapul.  Az eredeti cikk szerkesztőit annak laptörténete sorolja fel. Ez a jelzés csupán a megfogalmazás eredetét és a szerzői jogokat jelzi, nem szolgál a cikkben szereplő információk forrásmegjelöléseként.